# Prawokumskoje (rejon lewokumski)
Prawokumskoje (ros. Правокумское) – wieś w Rosji, w Kraju Stawropolskim, w rejonie lewokumskim. W 2010 liczyła 4433 mieszkańców.